# Cardozo (Uruguay)
Cardozo, teilweise auch als Cardoso geführt, ist eine Ortschaft in Uruguay.

## Geographie
Cardozo befindet sich auf dem Gebiet des Departamento Tacuarembó in dessen Sektor 10 am Río Negro. Westsüdwestlich befindet sich Chamberlain, südwestlich Paso de los Toros. Der Ort liegt am Mündungsdelta (Brazo del Cardozo) des Arroyo Cardozo, südlich befindet sich der aufgestaute Río Negro. Topographische Erhebungen in Ortsnähe sind unmittelbar im Süden der Cerro Arbolito, sowie im Osten der Cerro de las Yeguas. Im Norden grenzt Cardozo an die Mündung des del Buey in den Arroyo Cardozo-Mündungstrichter, während südlich des Ortes der del Arbolito dort einmündet. Einige Kilometer östlich des Ortes entspringen zudem der Arroyo Pantanoso und Arroyo Cacique Chico.

## Einwohner
Beim Census 2011 betrug die Einwohnerzahl von Cardozo 42, davon 22 männliche und 20 weibliche. Damit setzt sich die Rückwärtsentwicklung der Einwohnerzahlen seit der Volkszählung 1963, als im Ort noch 150 Personen gezählt wurden, fort.
| Jahr | Einwohner |
| ---- | --------- |
| 1963 | 150       |
| 1975 | 143       |
| 1985 | 85        |
| 1996 | 66        |
| 2004 | 47        |
| 2011 | 42        |

Quelle: Instituto Nacional de Estadística de Uruguay